# Molippa azuelensis
Molippa azuelensis är en fjärilsart som beskrevs av Lemaire 1976. Molippa azuelensis ingår i släktet Molippa och familjen påfågelsspinnare. Inga underarter finns listade i Catalogue of Life.